# Bertha Hill
Bertha „Chippie” Hill (Charleston, 1905. március 15. – New York, 1950. május 7.) amerikai blues- és vaudeville-énekesnő, táncosnő. Leginkább Louis Armstronggal készített felvételeiről ismert.

## Pályafutása
Hill a dél-karolinai Charlestonban született tizenhat gyermek egyikeként. A család 1915-ben New Yorkba költözött. Karrierjét táncosként kezdte Harlemben, majd 1919-ben Ethel Watersszel dolgozott. 14 évesen, a Leroy's-nál, egy ismert New York-i éjszakai klubnál töltött idő alatt Hillt Chippie-nek nevezték fiatal kora miatt.
Ma Rainey-vel is fellépett a Rabbit Foot Minstrels tagjaként. Az 1920-as évek elején saját dalaival turnézott és tancolt a TOBA-val.
1925 körül Chicagoban telepedett le, ahol különböző helyszíneken dolgozott a King Oliver's Creole Jazz Band-el. Először 1925 novemberében készített lemezeket az Okeh Records számára Louis Armstronggal és Richard M. Jones zongoristával. Olyan dalokat énekelt, mint a „Pratt City Blues”, a „Low Land Blues” és a „Kid Man Blues”. Georgia Man" és "Trouble in Mind" 1926-ban.
1927-ben felvételeket is készített Lonnie Johnsonnal a „Hard Times Blues" duettben, valamint a „Weary Money Blues", a „Tell Me Why" és a „Speedway" Blues". 1928-ban duetteket vett fel Tampa Reddel („Hard Times Blues", „Christmas Man Blues" és a „Trouble in Mind". 1929-ben felvette a „Non-Skid Tread"-t "Scrapper Blackwell and the Two Roys"-szal.
1925-29 között Hill 23 számot rögzített.
Az 1930-as években visszavonult az énekléstől, hogy felnevelje hét gyermekét. Hill 1946-ban visszatért. Elkezdett szerepelni a rádióban, klubokban és koncerteken New Yorkban, köztük 1948-ban a Carnegie Hall koncertjén Kid Oryval. Énekelt a Paris Jazz Fesztiválon, és együtt dolgozott az Art Hodesszal Chicagóban.
1950-ben elgázolta egy autó, és 45 éves korában életét vesztette.

## Albumok
- 2005: Complete Works, Vol. 1 (1925–1929)